# Guillaume de Ligny
Guillaume de Ligny ou Ligni, dit improprement de Poitiers, mort le 28 septembre 1406 à Largentière, est un évêque de Viviers de la fin du XIVe siècle et du début du XVe siècle, sous le nom de Guillaume V.

## Biographie

### Origines
Les origines de Guillaume de Ligny ou Ligni (Guillelmus de Ligni, de Illiniis) ne sont pas connues.
Le Gallia Christiana le mentionne sous le nom de Guillaume V, précisant dans la marge de Poitiers. À sa suite, des auteurs le mentionnent sous les formes Guillaume Philippe de Ligny dit de Poitiers, comme dans la liste du site Internet du diocèse de Viviers ou encore Philippe Guillaume de Poitiers (Babey, 1956).
L'abbé Roche (1894) justifiait l'usage de ces deux prénoms en expliquant qu'il était « mentionné sous le seul nom de Philippe dans sa généalogie, et sous le seul nom de Guillaume dans les documents qui nous restent de son passage à Viviers ; c'est pour éviter toute confusion que nous avons réuni ces deux noms et que nous l'avons appelé Philippe-Guillaume. »
Cet auteur en faisait, par erreur, un membre de la maison de Poitiers-Valentinois, fils de Charles de Poitiers (1330-1410), seigneur de Clérieux et de Saint-Vallier, et en lui attribuant les armes de cette famille.
Dans la notice consacrée aux abbés de Saint-Nicaise, Givelet (1894) donne pour armes « un lion rampant de …, sur fond d'azzur ».

### Carrière religieuse
Moine bénédictin, il est transféré de l'abbaye Saint-Basle de Verzy pour être placé à la tête de l'abbaye Saint-Nicaise de Reims, (Ancienne église Saint-Nicaise de Reims). Il prend, dès lors, le titre de nonce apostolique pour les provinces de Reims, Sens et Rouen.
Il est élu, sous le nom de Guillaume V, sur le siège épiscopal de Viviers, en 1388, selon l'historienne Hélène Millet. Jean Régné (1921) et ses prédécesseurs, s'appuyant sur un document du notaire Pons de Nuce, indiquaient qu'il entre en fonction à partir du 6 janvier 1389 (Roche donnait pour première mention le 17 juillet 1389).
Il résigne sa charge d'abbé en faveur d'un parent, Joceran ou Josse de Ligny.
Le pape Clément VII, dans une lettre de septembre 1389, le charge d'enquêter sur la vie et les miracles de Pierre de Luxembourg (Roche donnait l'année 1390). L'abbé précisait que Pierre de Luxembourg était originaire de Ligny-en-Barrois.
Régné (1921) fait remarquer que l'évêque réside plus régulièrement au Bourg que dans la cité épiscopale. 
En 1396, il entre au conseil du roi de France.
En 1398, il participe au conseil national des évêques tenu à Paris au cours duquel un vote de soustraction d'obédience se déroule.
Guillaume meurt le 28 septembre 1406, à Largentière (Gallia Christiana),. La vacance du siège est constatée en octobre 1406. Jean de Linières lui succède sur le trône au mois de novembre.